# Ytterån
Ytterån is een plaats in de gemeente Krokom in het landschap Jämtland en de provincie Jämtlands län in Zweden. De plaats heeft 203 inwoners (2005) en een oppervlakte van 103 hectare.
De plaats ligt aan de rivier de Ytterån, die de meren Alsensjön en Storsjön met elkaar verbindt. Door Ytterån lopen een spoorweg en de Europese weg 14. In de plaats ligt het Mus-Olles museum, waar de verzameling van de verzamelaar Per Olof "Mus-Olle" Nilsson wordt tentoongesteld.